# Knut Østby
Knut Østby (* 12. November 1922 in Modum; † 6. August 2010 in Sandvika) war ein norwegischer Kanute.

## Erfolge
Knut Østby gab bei den Olympischen Spielen 1948 in London sein Debüt in zwei Wettbewerben im Zweier-Kajak. Auf der 1000-Meter-Strecke qualifizierten er und Ivar Mathisen sich zunächst als Zweite ihres Vorlaufs für das Finale. Im Endlauf überquerten sie anschließend nach 4:09,1 Minuten als Vierte die Ziellinie, 0,4 Sekunden hinter den Finnen Thor Axelsson und Nils Björklöf. Über die 10.000-Meter-Distanz belegten sie unter den 15 Startern am Ende den dritten Platz. In 46:44,8 Minuten blieben sie hinter Gunnar Åkerlund und Hans Wetterström aus Schweden zurück, waren diesmal aber 3,4 Sekunden schneller als Axelsson und Björklöf.
Auch 1952 in Helsinki starteten Østby und Mathisen in den beiden Wettkämpfen des Zweier-Kajaks. In beiden erreichten sie das Finale und schlossen es sowohl über 1000 Meter als auch über 10.000 Meter auf dem fünften Platz ab. Bei den Olympischen Spielen 1956 in Melbourne nahm Østby im Einer-Kajak an den Wettbewerben über 1000 Meter und 10.000 Meter teil. Auf der 1000-Meter-Strecke verpasste er als Vierter seines Vorlaufs die Finalqualifikation, während über 10.000 Meter eine solche aufgrund des kleinen Teilnehmerfeldes nicht ausgetragen wurde. Den Lauf beendete Østby auf dem achten Platz.
1950 gewann Østby in Kopenhagen zusammen mit Ivar Mathisen im Zweier-Kajak über 1000 Meter die Silbermedaille bei den Weltmeisterschaften.